# Tony Ward (modello)
Anthony Burden Ward, detto Tony (Santa Cruz, 10 giugno 1963), è un supermodello, attore, fotografo, stilista e pittore statunitense.

## Biografia
Figlio di Robert Borden Ward e Karen Elizabeth Castro, nasce a Santa Cruz, in California, ma cresce a San Jose in una fattoria nel nord della California.
Inizia la sua carriera di modello nel 1981, nel 1984 lavora per i COLT Studio venendo immortalato dal fotografo Jim French in un servizio di nudo integrale destinato ad un pubblico omosessuale. Ward raggiungere la fama internazionale e lo status di supermodel grazie agli scatti di Herb Ritts per la campagna di intimo di Calvin Klein, successivamente lavora per i più noti fotografi, Karl Lagerfeld, Bruce Weber, Steven Klein, Steven Meisel e Terry Richardson e gli stilisti Roberto Cavalli, Chanel, Dolce & Gabbana, Diesel, Fendi, H&M e Hugo Boss. Ward è stato sotto contratto con diverse agenzie come la Public Image Worldwide di New York, Why Not Model Agency di Milano, Premier Model Management di Londra, Nous Model Management di Los Angeles, Unique Models a Copenaghen e Seeds. Management di Berlino.
Ward è divenuto famoso verso gli inizi degli anni novanta per la sua relazione con la popstar Madonna, per la quale è apparso in diversi videoclip come Justify My Love, Cherish e Erotica e nel controverso libro Sex. Nel 1996 appare nei videoclip Fastlove e Say You'll Be There, rispettivamente di George Michael e delle Spice Girls.
Modello atipico ed artista poliedrico, Ward ha usato il suo corpo e la sua sessualità per opere controverse, ottenendo il rispetto e l'ammirazione della comunità gay. Nel 1996 è protagonista del film di Bruce LaBruce Hustler White, dove è coinvolto in scene esplicite di sesso gay, mentre nel 1998 lavora nel film-documentario Sex/ Life in L.A, che racconta il mondo della pornografia gay.
Nel 2009, al fianco della modella Siri Tollerod, è protagonista dalla campagna autunno-inverno di Guess by Marciano. Nel 2010 prende parte al controverso film di Bruce LaBruce L.A. Zombie ed è protagonista della campagna pubblicitaria internazionale dei profumi D&G International, fotografato da Mario Testino insieme a Naomi Campbell, Noah Mills, Claudia Schiffer, Eva Herzigová e Tyson Ballou.

### Vita privata
Ward vive a Los Angeles con la moglie Shinobu Sato Ward e i loro tre figli, Tora (Tiger) Dali Sato Ward, Lilli Tatsu (Dragon) Sato Ward e Ruby Love Sato Ward.

## Filmografia

### Film
- Hustler White, regia di Bruce LaBruce e Rick Castro (1996)
- Sex/Life in L.A., regia di Jochen Hick (1998)
- Out in Fifty, regia di Bojesse Christopher e Scott Leet (1999)
- All About the Benjamins, regia di Kevin Bray (2002)
- Story of Jen, regia di Francois Rotger (2007)
- L.A. Zombie, regia di Bruce LaBruce (2009)

### Videoclip
- 1987 ABC - King without a crown - regia di Vaughan & Anthea
- 1987 Patty Smyth - Downtown Train - regia di David Fincher
- 1988 Belinda Carlisle - I Get Weak - regia di Diane Keaton
- 1989 Taylor Dayne - With Every Beat Of My Heart - regia di David Kellogg
- 1989 Madonna - Cherish - regia di Herb Ritts
- 1990 Madonna - Justify My Love - regia di Jean Baptiste Mondino
- 1990 Tommy Page - I'll Be Your Everything - regia di Greg Masuak
- 1991 Kate Yanai - Summer Dreaming (Bacardi Feeling)
- 1992 Madonna - Erotica - regia di Fabien Baron
- 1995 Rusty - Misogyny - regia di Bruce LaBruce
- 1996 George Michael - Fastlove - regia di Vaughan Arnell
- 1996 Spice Girls - Say You'll Be There - regia di Vaughan Arnell
- 1998 George Michael - Outside - regia di Vaughan Arnell
- 1999 Esthero - That Girl - regia di Patrick Hoelck
- 2000 Sinead O'Connor - Jealous - regia di Mike Lipscombe
- 2005 Lisa Marie Presley - Idiot - regia di Patrick Hoelck